# Linia kolejowa Palermo – Messina
Linia kolejowa Palermo-Mesyna – jedna z dwóch głównych linii kolejowych w północnej Sycylii i łącząca dwa główne miasta Palermo i Mesyną. Jest linią dwutorową na odcinku 107 km, natomiast pozostała część to linia jednotorowa. Linia jest zelektryfikowana napięciem 3000 V prądu stałego.
Główne miasta przez które przebiega linia to: Bagheria, Termini Imerese, Cefalù, Sant’Agata di Militello, Capo d’Orlando, Patti, Barcellona Pozzo di Gotto i Milazzo.